# Aniksosaurus darwini
Aniksosaurus darwini (gr. "lagarto de la primavera de Darwin") es la única especie conocida del género extinto Aniksosaurus de dinosaurio terópodo celurosauriano que vivió a mediados del período Cretácico, hace aproximadamente entre 98 y 90 millones de años entre el Cenomaniense y Turoniense, en lo que hoy es Sudamérica.

## Descripción
El espécimen tipo MDT-PV 1/48, descubiertos en la formación Bajo Barreal, consta de una extremidad posterior derecha articulada, que incluye el fémur, peroné, tibia y el pie. El fémur más largo descubierto para este género mide 247 mm, y la tibia más larga, de 270 mm. En promedio, la tibia es 13% más larga que el fémur en Aniksosaurus , una adaptación que ha sido fuertemente correlacionada con el desarrollo de hábitos cursoriales en dinosaurios. Martínez y Novas (2006), basándose en mediciones femorales, originalmente sugirieron que aniksosaurus darwini fue de aproximadamente 2 metros de largo y 70 cm de altura hasta la cadera, y se pesa hasta 65 kilogramos. Sin embargo, las estimaciones recientes sugieren una longitud total corporal entre 2 m y 3 m (y un peso corporal entre 35 kilogramos y 45 kilogramos.  En un estudio de 2013 por Ibiricu et al., se concluyó que el holotipo y cuatro más individuos asignados a Aniksosaurus, fueron juveniles a los individuos subadultos, como se muestra por un análisis histológico. Los dos individuos analizados tenían características histológicas que sugerían una edad aproximada de tres años. La evidencia morfológica de soporte inmadurez ontogénica fue el siguiente: (a) la ausencia de una capa circunferencial exterior; (b) la ausencia de osteonas secundaria (de Havers); (c) la presencia de sólo unos pocos ciclos de crecimiento; y (d) el espesor de las zonas.

## Descubrimiento e investigación
Los restos se encontraron en 1995 en la actual provincia de Chubut, Argentina y fueron publicados por la prensa argentina. La especie tipo Aniksosaurus darwini, fue oficialmente descrita por Martínez y Novas en 2006, aunque el nombre fue acuñado en 1997. El nombre del género se refiere al 21 de septiembre, día en que comienza la primavera en el hemisferio sur y en el que fueron encontrados los fósiles. El nombre de la especie hace honores a Charles Darwin, quien visitara la Patagonia entre 1832 y 1833 en su viaje alrededor del mundo en el Beagle. Los restos fueron encontrados en la parte inferior de la Formación Bajo Barreal de la Patagonia, donde se hallaron por lo menos cinco individuos en una cama de huesos, sin ningún otro animal alrededor. Cinco tibias derechas en el lugar del descubrimiento nos dan el número mínimo de individuos. Otros huesos incluyen algunas vértebras, huesos de brazo e ilion. Los restos fueron encontrados en cenizas volcánicas o que indica que había un volcán apagándose en las cercanías.

## Clasificación

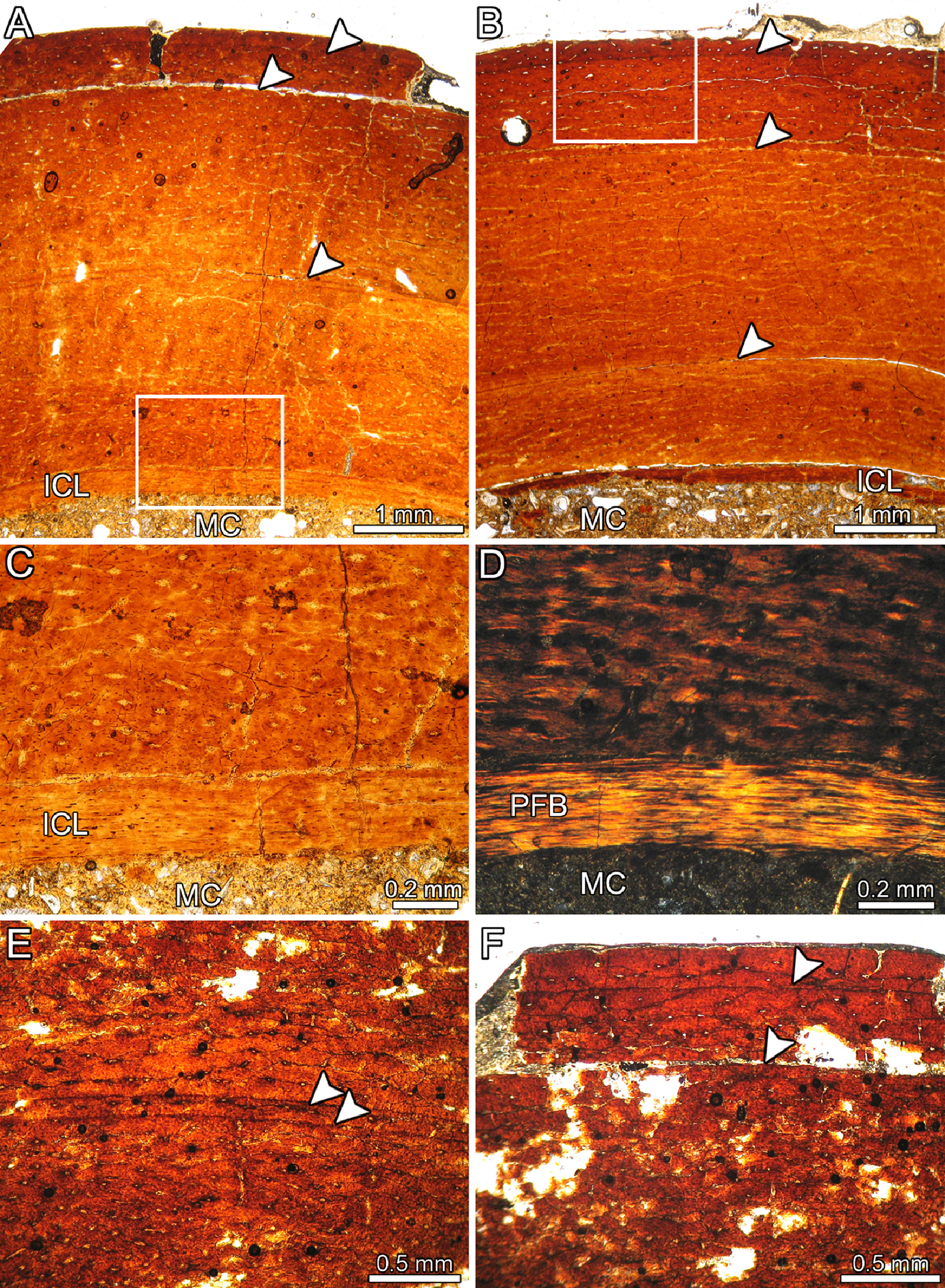
Histología de las tibias de Aniksosaurus.

Martínez y Novas (2006) originalmente asignadas a este género del clado Coelurosauria basado en características anatómicas presentes en los miembros posteriores. Los paleontólogos describen a Aniksosaurus como "más derivado que algunos celurosaurios basales como los compsognátidos, Ornitholestes , y Coelurus", pero menos avanzado que celurosaurios posteriores, como Tyrannosaurus y Oviraptor. Aniksosaurus exhibe algunos de los rasgos derivados que se encuentran en Coelurosauria, tales como (a) ilion tiene una fosa cuppedicus bien desarrollada; (b) el fémur posee una trocánter anterior que se proyecta proximalmente, casi alcanzando el nivel de la cabeza articular; (c) el trocánter mayor se expande cráneocaudal; (d) la cabeza femoral es en parte craneal de forma rectangular; (e) y el eje del peroné es craneocaudal estrecha. Sin embargo más recientes investigaciones de Choiniere et al. (2010) demostraron que filogenéticamente, Aniksosaurus estaba más cerca de Compsognathidae.

## Paleobiología
Camas de huesos monoespecíficas sugieren que era gregario, y que este comportamiento dio Aniksosaurus una ventaja selectiva sobre los competidores en su paleoambiente. La hipótesis que sugiere un comportamiento gregario es apoyada por la asociación tafonómica de los individuos de la Formación Bajo Barreal y evidencias obtenidas del análisis de su histología ósea. Los autores de este estudio, Ibiricu, Martínez, Casal y Cerda (2013) señalaron que este conjunto particular es sólo el segundo cuerpo conocida asociación de fósiles de terópodos pequeños, celurosaurianos descubiertos en América del Sur.  Los taxones de terópodos se han interpretado como gregaria son Coelophysis bauri, Syntarsus rhodiensensis, Albertosaurus sarcophagus y Sinornithomimus dongi. Es probable que Aniksosaurus haya tenido vida social sólo durante un intervalo específico de su vida, lo más probable, cuando era un sub-adulto.

### Tafonomía
La naturaleza de la litología en el  sitio de Aniksosaurussugiere que los depósitos fueron hechos por un depósito de bajo consumo de energía debido a un desbordamiento fluvial  unidireccional de llanura de inundación, que fue producido por un canal fluvial de migración lateral. La observación de que los cuerpos tabulares de piedra arenisca se depositaron en las piedras gruesas y toba interclástica también admite que Aniksosaurus se conservó en un ambiente fluvial. El tejido blando se sometió a intemperie subaérea y luego comenzó a descomponerse, de la acción concurrente de los pequeños carroñeros como se evidencia por una serie de pequeñas ranuras en uno de los fémures recuperados, que luego fue seguido por la desarticulación parcial del esqueleto. Desarticulación fue seguida por la reorientación de los restos de las corrientes fluviales, que luego fue seguida por el entierro diferencial en lo que parece haber sido al menos dos etapas de sedimentación. No se encontró evidencia para apoyar o bien el canibalismo o la competencia intraespecífica.
Procedencia y ocurrencia [ editar ]

## Paleoecología

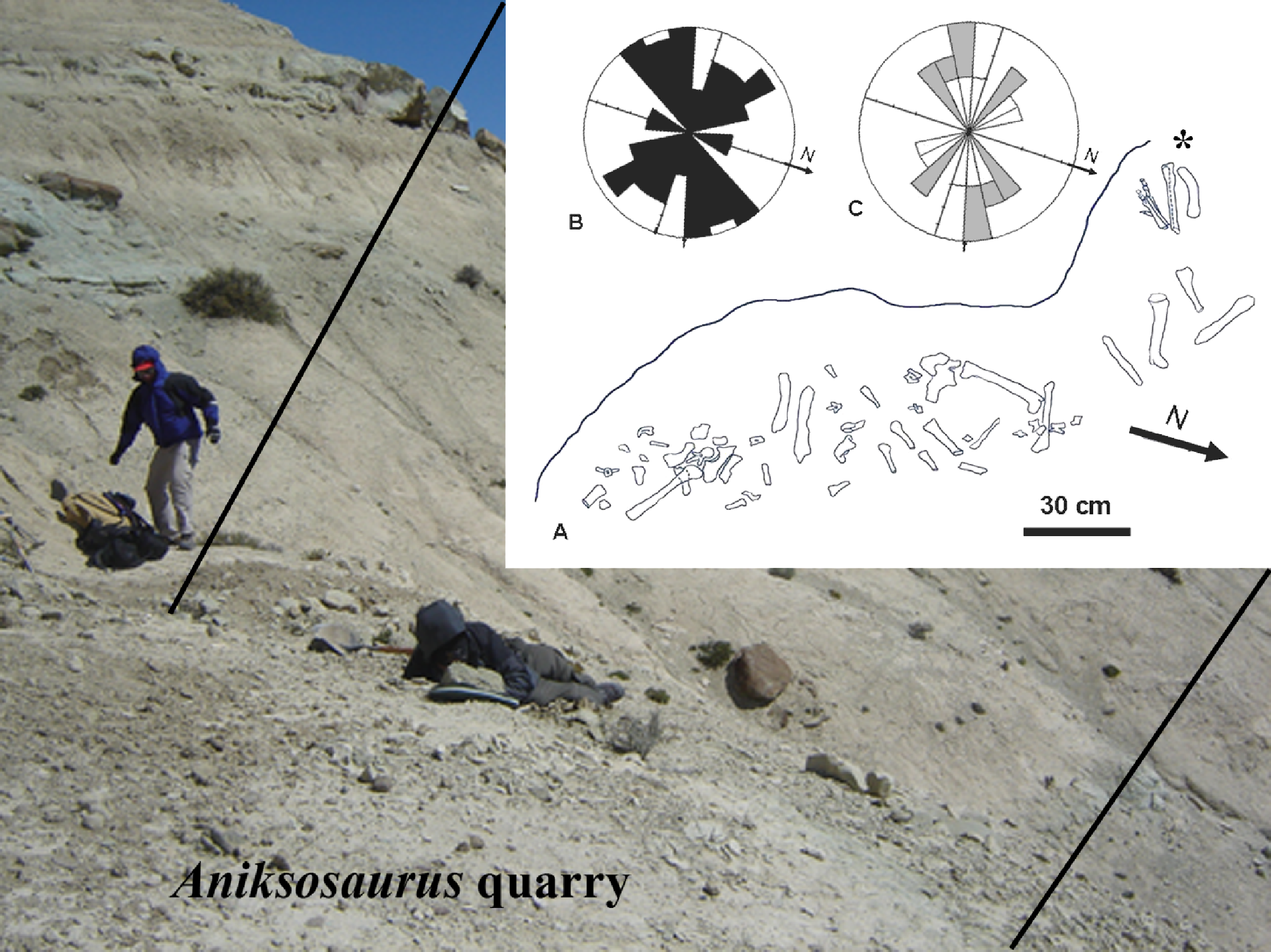
Mapa del sitio cantera Bajo Barreal

Los restos del espécimen tipo MDT-PV 1/48 fueron descubiertos en la localidad de Laguna Rancho Palacios, en la parte baja de la formación Bajo Barreal de la Patagonia en Chubut, Argentina. La muestra se recogió por Martínez en 1995 en piedra arenisca verde que fue depositada entre el Cenomaniano y el Turoniano del Cretácico, hace entre 96-91 millones de años, como se muestra por la datación radiométrica Ar-Ar. Este ejemplar se encuentra en la colección del Museo Regional Desiderio Torres, en Sarmiento, Chubut, Argentina. Los restos de al menos cuatro individuos más, en 2006 han sido asignado como paratipos, fueron descubiertos en el sitio.
Restos de dinosaurios de esta formación incluyen los de la terópodo abelisáurido Xenotarsosaurus bonapartei, el ornitópodo Notohypsilophodon , los saurópodos Drusilasaura y  Epachthosaurus, así como dientes indeterminados pertenecientes a carcarodontosáuridos y dromeosáuridos.